# Red de Área Corporal
WBAN o BAN (Wireless Body Area Network), red de área corporal, es una red de comunicación inalámbrica entre dispositivos de baja potencia utilizados en el cuerpo, consiste en un conjunto móvil y compacto de comunicación entre, por ejemplo micrófonos, auriculares, sensores, etc.
También la red puede estar formada por dispositivos (sensores) de baja potencia implantados en el cuerpo, estos dispositivos controlan los parámetros vitales del cuerpo y movimientos. Estos dispositivos se comunican a través de las tecnologías inalámbricas, transmiten datos desde el cuerpo a una estación base, de donde los datos pueden ser remitidos a un hospital, Clínica o a otro lugar, en tiempo real.
La tecnología WBAN está aún en su etapa inicial, esta servirá para una variedad de aplicaciones, incluyendo médicas, electrónica de consumo, entretenimiento y otros. La tecnología, una vez aceptada y aprobada, se espera que sea un gran avance sobre todo en la asistencia médica.

## Aplicaciones de WBAN

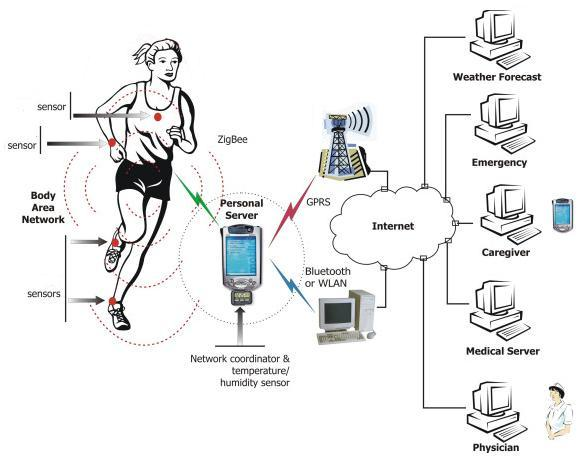
Body Area Network (red de área corporal).

- Las aplicaciones iniciales de WBAN se espera que aparezcan principalmente en el campo de la asistencia médica, sobre todo para la vigilancia continua de parámetros vitales de los pacientes que sufren de enfermedades crónicas como la diabetes, el asma y los ataques cardíacos.

- Otras aplicaciones de esta tecnología WBAN incluyen deportes, electrónica, aplicaciones militares, o de seguridad. La extensión de la tecnología a nuevas áreas también podría ayudar a la comunicación sin fisuras, por los intercambios de información entre las personas, o entre personas y máquinas.

## Precauciones para el uso de WBAN
Antes de empezar el uso masivo de las redes WBAN las siguientes cuestiones deben tomarse en cuenta:
1. Interoperabilidad. Los sistemas WBAN tendrán que garantizar sin fisuras la transferencia de datos a través de estándares como Bluetooth, Wi Fi para promover el intercambio de información, Además garantizar la eficacia de la migración a través de las redes y la conectividad ininterrumpida. Como por ejemplo la interconexión con otras WBAN, WPAN, WLAN, etc.
2. Sistema de Dispositivos. Los sensores utilizados en WBAN tendría que ser de baja complejidad, formas pequeñas, ligeras de peso, fácil de usar y reconfigurables. Además, contar con dispositivos de almacenamiento remoto, necesidad de facilitar el almacenamiento y visualización de datos de pacientes, así como el acceso externo a la transformación y herramientas de análisis a través de Internet.
3. Nivel de dispositivos de seguridad. Un considerable esfuerzo deberá ser necesario para hacer la transmisión WBAN segura y precisa, los datos generados a partir de WBAN deben tener garantizada una protección especial debido a su carácter de datos personales sensibles[1]  y de acceso limitado, para la protección y seguridad de las personas.